# Pablo Sáenz
Pablo Sáenz Ezquerra (San Adrián, 22 de mayo de 2001) es un futbolista español que juega como delantero en el Albacete Balompié de la Segunda División de España, cedido por el Granada C. F.

## Biografía
Empezó como futbolista jugando para las categorías inferiores y el primer equipo del CD Calahorra, y para el CD Alfaro. En 2023 se marchó traspasado a la disciplina del Granada CF. Esa misma temporada, el 27 de agosto de 2023, debutó con el segundo equipo en un partido contra el Real Murcia CF. Antes de finalizar la temporada 2023/24, hizo su debut con el primer equipo en la última jornada de la Primera División de España 2023-24 contra el Girona FC, partido que finalizó con un resultado de 7-0 a favor del club gerundense. Tras jugar un total de 23 partidos en Segunda División con el equipo nazarí, el 2 de febrero de 2025 se marchó en calidad de cedido al Albacete Balompié hasta finalizar la temporada 2024-25.

## Clubes
Actualizado al último partido disputado el 24 de mayo de 2025.
| Club                       | País   | Año       | Partidos | Goles |
| -------------------------- | ------ | --------- | -------- | ----- |
| CD Calahorra "B"           | España | 2019-2022 | 55       | 15    |
| CD Calahorra               | España | 2022      | 1        | 0     |
| CD Alfaro (cedido)         | España | 2022      | 2        | 0     |
| CD Calahorra               | España | 2023      | 18       | 1     |
| Club Recreativo Granada    | España | 2023-2024 | 35       | 3     |
| Granada CF                 | España | 2024-2025 | 24       | 0     |
| Albacete Balompié (cedido) | España | 2025-     | 16       | 5     |